# Олонецко възвишение
Оло̀нецкото възвишение (на руски: Олонецкая возвышеность) е възвишение в северозападната част на Източноевропейската равнина, разположено в най-южната част на Република Карелия и североизточната част на Ленинградска област в Русия. Простира се между езерата Ладожко на запад и Онежко на изток, река Свир на юг, а на север до гред Петрозаводск. Максимална височина 313 m (61°31′50″ с. ш. 33°44′37″ и. д. / 61.530556° с. ш. 33.743611° и. д.), разположена в северозападната му част. Възвишението е привързано към зоната на контакта между Балтийския щит и Руската платформа и е изградено от горнопротерозойски и камбрийски седименти, препокрити основно с ледникови наслаги. Релефът е силно хълмист, свързан с пояса на крайните ледникови морени, с изобилие от малки езера в ниските части. От него водат началото си реките Ивина и Важинка (десни притоци на Свир) и Олонка (влива се в Ладожкото езеро). Преобладават иглолистните гори.